# Walter Cáceres
Walter Sebastián Cáceres (Santa María, Catamarca, Argentina, 10 de enero de 1993) es un exfutbolista argentino que jugaba como volante.

## Trayectoria

### Atlético Tucumán
Cáceres se mudó a San Miguel de Tucumán, para formarse en las divisiones inferiores de Atlético Tucumán. Debutó con la camiseta del decano en el año 2013.

### San Jorge
En el 2014 pasó a San Jorge. Jugó en el expreso hasta el año 2015.

### Policial
En el 2016 volvió a su provincia natal, para jugar en Policial. En el equipo de San Fernando del Valle de Catamarca jugó una año.

### Santa María de Oro
En el 2017 viajó a Entre Ríos y se sumó a Santa María de Oro. Con el el equipo de Concordia jugó hasta el año 2019.

### Unión Sportiva
En el año 2020 jugó para Unión Sportiva de Recreo.

## Clubes
| Club               | País      |
| ------------------ | --------- |
| Atlético Tucumán   | Argentina |
| San Jorge          | Argentina |
| Policial           | Argentina |
| Santa María de Oro | Argentina |
| Unión Sportiva     | Argentina |